# Armand de Kersaint

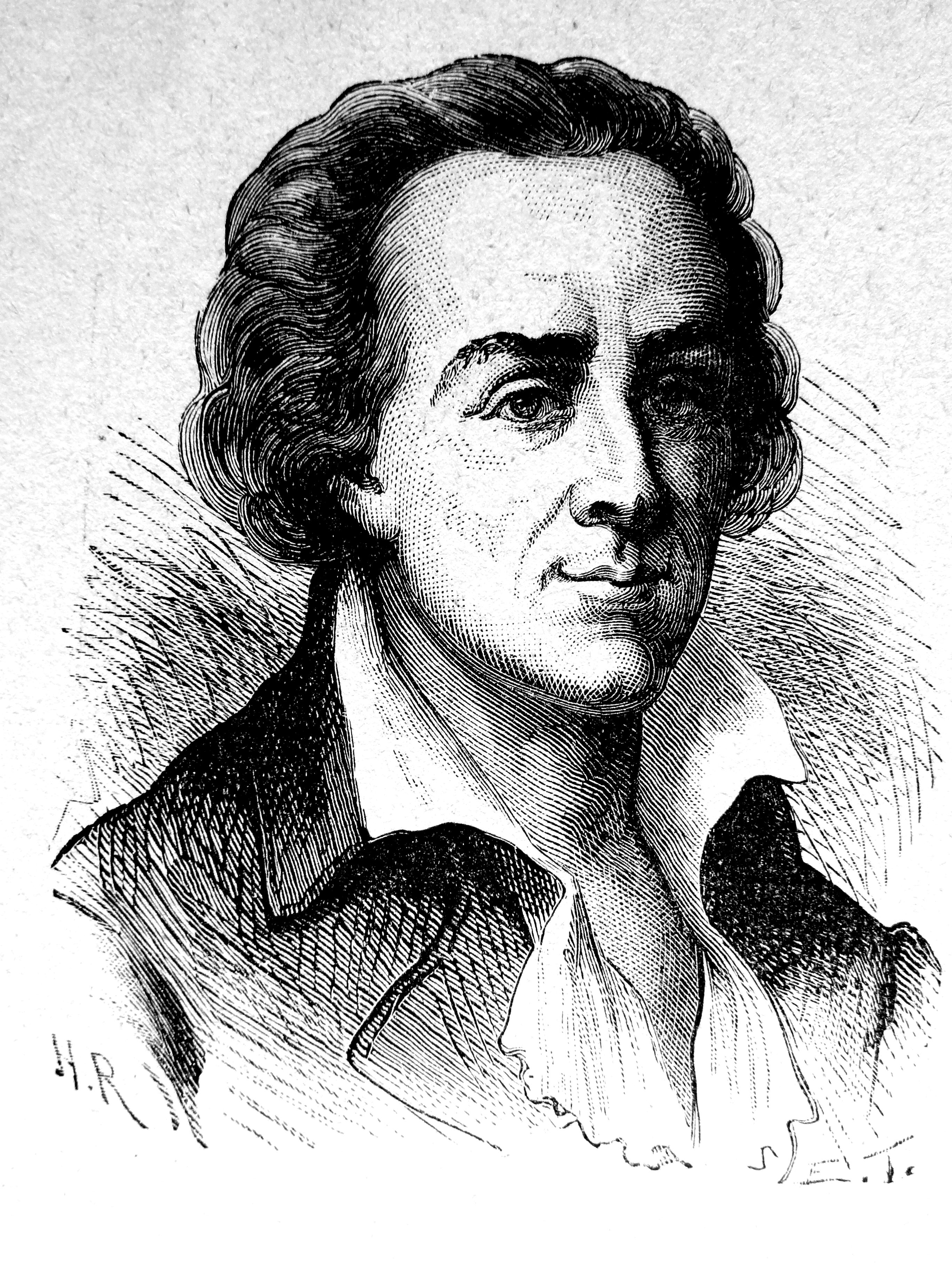
Armand de Kersaint

Armand-Guy-Simon de Coëtnempren, comte de Kersaint, kurz Armand de Kersaint (* 20. Juli 1742 in Le Havre, Frankreich; † unter der Guillotine am 4. Dezember 1793 in Paris) war ein französischer Seeoffizier und Politiker, der vom Département Seine-et-Oise in den Nationalkonvent entsandt wurde.

## Laufbahn in der Marine
Kersaint diente erst freiwillig im Geschwader von Jean-Baptiste Mac Nemara, bevor er im November 1755 in Brest in die Marine eintrat. Bereits 1757 wurde er für seine Tapferkeit im Gefecht zum Maat befördert. In dieser Zeit diente er auf dem Schiff, das von seinem Vater, Guy François de Kersaint, befehligt wurde. Die Intrépide nahm an den Feldzügen der Flotte und den Schlachten vor Angola und in Westindien teil. Die nächsten Jahre des Siebenjährigen Krieges verbrachte er auf verschiedenen Schiffen in den Antillen, bevor er 1765 nach Frankreich zurückkehrte. Als Kommandant der Lunette nahm er 1767 an der Kampagne gegen Marokko teil und ging 1768 zurück auf die Antillen. Dort wurde er im Februar 1770 zum Lieutenant de vaisseau ernannt und kommandierte 1771 die Rossignol auf Martinique.
Im Amerikanischen Unabhängigkeitskrieg stand Frankreich auf der Seite der aufständischen 13 Kolonien. Kersaint führte mit seiner Fregatte Iphigenie erfolgreiche Gefechte im Ärmelkanal, bevor er zurück in die Antillen fuhr. Hier nahm er zwei britische Fregatten in Besitz und war an den Operationen gegen die Insel Haïti beteiligt. In den darauffolgenden Jahren war er an Gefechten gegen die Briten in den Antillen beteiligt. 1782 gelang Kersaint als Kommandant einer Division von fünf weiteren Schiffen die Belagerung und Einnahme der britischen Kolonien von Demerara, Essequibo und Berbice in Guyana.
Nach dem Friedensschluss reiste er nach England, um dort den Schiffbau zu analysieren und Vorschläge für Verbesserungen bei der französischen Flotte zu erarbeiten.

## Beginn der Revolution
Kersaint war trotz seiner adligen Herkunft auf der Seite der Neuerer und machte der Verfassungs-Versammlung Vorschläge zur Neuorganisation der Marine, die jedoch nicht angenommen wurden. Weiter machte er Vorschläge zur Neugestaltung von Paris durch die Errichtung repräsentativer Gebäude für die neuen Institutionen der jungen Republik. Dazu zählten auch die Fertigstellung der ehemaligen Madelaine-Kirche für die Assemblée und eine Cirque National auf dem Marsfeld. Diese Revolutionsarchitektur wurde nie verwirklicht.

## In der Assemblée Legislative
Im Januar 1791 wurde Kersaint von den Wählerversammlung von Paris zum Administrator des Départements Seine ernannt und gleichzeitig als Deputierter in die Gesetzgebende Versammlung entsandt, um den Sitz eines Abgeordneten einzunehmen, der zurückgetreten war. Sein Hauptanliegen dort war die Reorganisation der Marine, die er bereits der Verfassungs-Versammlung vorgetragen hatte. Er war der Auffassung, dass dies nur durch eine Reform sämtlicher staatlicher Einrichtungen möglich sei. Deshalb unterstützte er die Kampagnen gegen den König Ludwig XVI. und plädierte am 10. August 1792, nach dem Sturm auf die Tuilerien, für die Absetzung des Königs. Nach einer Inspektionsreise bei der Armée du Centre in Soissons, Reims, Sedan und in den Ardennen, nahm er an einer der letzten Sitzungen der Gesetzgebenden Versammlung teil, in der die Einrichtung des Bulletin officiel beschlossen wurde.

## In der Nationalversammlung
Im September 1792 sandte das Département Seine-et-Oise Kersaint in den Konvent. Zum 1. Januar 1793 wurde er zum Vize-Admiral ernannt. Er widmete sich weiterhin Fragen der Marine und der nationalen Verteidigung. Er erstellte einen Bericht über das englische politische System und die Royal Navy. Er veranlasste am 4. Januar 1793 ein Gesetz über die Einrichtung eines Komitees für die Allgemeine Verteidigung, dessen Mitglied er dann selbst auch wurde.
Im Januar 1793 sprach sich Kersaint als Girondist gegen die Hinrichtung Ludwigs XVI. und für ein Gnadengesuch an das Volk aus. Am 20. Januar 1793 gab er seinen Sitz in der Nationalversammlung auf.

## Verhaftung und Hinrichtung
Nach dem Tod des Königs wurde Kersaints Opposition verstärkt, er wandte sich gegen die Massaker und den Terror. Seine Rechtfertigungen für seine Opposition richteten sich gegen den inzwischen äußerst beliebten Jean-Paul Marat. Kersaints politische Freunde versuchten ihn zu schützen, indem er zum Marineminister ernannt werde sollte. Dies misslang jedoch. Am 22. September 1793 wurde er in Ville-d’Avray bei Paris verhaftet und vor ein Revolutionstribunal gestellt. Die Anklagepunkte lauteten Verschwörung zur Wiederherstellung der Monarchie der Bourbonen und Beleidigung der Nationalversammlung durch Aufgabe eines Sitzes. Das Urteil lautete auf Todesstrafe. Am 4. Dezember 1793 wurde Kersaint mit der Guillotine geköpft.

## Werk
- Deutsch und Französisch: Abhandlung über die öffentlichen Baudenkmäler Paris 1791/92/Discours sur les monuments publics; herausgegeben, kommentiert und mit einem Nachwort von Christine Tauber; Manutius Verlag, Heidelberg 2010, ISBN 978-3-934877-79-5